# 車俊
車俊（しゃ しゅん、1955年7月 - ）は、中華人民共和国の官僚、政治家。安徽省巣湖市出身。浙江省人民代表大会常務委員会主任。

## 経歴
1955年7月、安徽省巣湖市で生まれる。1973年2月に安徽省長豊県東方紅公社へ入社した。以後、知青、団委副書記、大隊党支部書記、三和公社党委書記、楊公区党委副書記を歴任した。1979年12月からは合肥市中級人民法院の補佐裁判員、裁判員、弁公室秘書、副主任、裁判長、副院長、党組副書記などを務める。その後、合肥市公安局局長副局長、局長、党委副書記、書記を歴任。1993年5月、合肥市党委副書記、市长代行に就任。2001年3月、合肥市党委書記に昇格。
2005年3月、党務に転じて河北省に赴任し、中国共産党河北省委員会政法委員会書記に就任した。翌年11月、中国共産党河北省委員会組織部部長に就任し、中国共産党河北省委員会政法委員会書記を退く。 2008年5月、河北省党委副書記に任命される。同年9月には石家荘市党委書記を兼任。
2010年5月、中国共産党新疆ウイグル自治区委員会副書記に転出。同時に新疆生産建設兵団党委書記、政治委員を担当し、中国新建集団公司の董事長を務めた。
2016年6月、浙江省党委副書記に転出。第12期浙江省人民代表大会常務委員会は同年7月4日の第30回会議で、李強省長の辞任届を受理し、車俊を副省長兼省長代行に任命することを決定した。浙江省第12期人民代表大会第5回で2017年1月20日、省長代行の車俊が省長に選出された。同年4月26日、浙江省党委書記に任命される。7月7日には同省人代常務委員会主任を兼務する。2020年9月1日、浙江省党委書記が退任した。  